# 雷林根
雷林根是德国石勒苏益格－荷尔斯泰因州的一个市镇。总面积13.18平方公里，总人口13782人，其中男性6705人，女性7077人（2011年12月31日），人口密度1 046人/平方公里。